# Montpon-Ménestérol
Montpon-Ménestérol (okcitansko Mont Paun e Menestairòu) je naselje in občina v francoskem departmaju Dordogne regije Akvitanije. Leta 2008 je naselje imelo 5.606 prebivalcev.

## Geografija
Kraj leži v pokrajini Périgord ob reki Isle, 53 km jugozahodno od Périgueuxa.

## Uprava
Montpon-Ménestérol je sedež istoimenskega kantona, v katerega so poleg njegove, vključene še občine Échourgnac, Eygurande-et-Gardedeuil, Ménesplet, Le Pizou, Saint-Barthélemy-de-Bellegarde, Saint-Martial-d'Artenset in Saint-Sauveur-Lalande z 10.795 prebivalci.
Kanton Montpon-Ménestérol je sestavni del okrožja Périgueux.

## Zanimivosti
- Château de Baillargeaux,
- nekdanja kartuzija Vauclaire z gotsko kapelo iz 14. stoletja, danes psihiatrična bolnica,
- cerkev sv. Petra v verigah, Ménestérol, 12-16. stoletje,
- cerkev sv. Martina, Montignac, 19. stoletje,
- cerkev Marijinega Vnebovzetja, Montpon, 19. stoletje.